# Кэмп, Анна
А́нна Рэ́гсдейл Кэмп (англ. Anna Ragsdale Camp, род. 27 сентября 1982) — американская актриса.

## Ранняя жизнь
Анна Кэмп родилась и выросла в Колумбии, Южная Каролина. В 2004 году она закончила со степенью бакалавра Университет Северной Каролины и вскоре после этого переехала в Нью-Йорк, где начала свою карьеру актрисы.

## Карьера
Анна Кэмп выступала вместе с Дэниелом Рэдклиффом в спорной пьесе «Эквус» на Бродвее в 2008 году. Тогда же она снялась в не получившем зелёный свет на дальнейшее производство пилоте сериала Reinventing the Wheelers для канала ABC. В том же году она появилась в сериале «Кашемировая мафия».
Кэмп имела периодическую роль во втором сезоне сериала «Настоящая кровь» в 2009 году, а также имела заметные роли в сериалах «Безумцы» и «Хорошая жена». Она сыграла небольшую роль в фильме «Прислуга» в 2011 году, после чего получила одну из главных ролей в музыкальной комедии «Идеальный голос» с Бриттани Сноу, Ребел Уилсон и Анной Кендрик, которая вышла в октябре 2012 года. Также она в 2012 году получила регулярную роль в комедийном сериале «Проект Минди» с Минди Каллинг.

## Личная жизнь
В 2010—2013 годы Кэмп была замужем за актёром Майклом Мосли.
В 2016—2019 годы Кэмп была замужем за партнёром по фильму «Идеальный голос» Скайларом Эстином.

## Фильмография

### Фильмы
| Год  | Название                                                            | Роль              | Примечания             |
| ---- | ------------------------------------------------------------------- | ----------------- | ---------------------- |
| 2007 | И пришла любовь / And Then Came Love                                | Кикки             |                        |
| 2008 | Пташка / Pretty Bird                                                | Бекка Фрэнч       |                        |
| 2008 | Just Make Believe                                                   | Кристин           |                        |
| 2009 | 8 Easy Steps                                                        | Лора              |                        |
| 2010 | Bottleworld                                                         | Крисси            |                        |
| 2010 | Забывая эту девушку / Forgetting the Girl                           | Адриенна Гилкрест |                        |
| 2011 | Прислуга / The Help                                                 | Джолин Френч      |                        |
| 2012 | Идеальный голос / Pitch Perfect                                     | Обри              |                        |
| 2015 | Идеальный голос 2 / Pitch Perfect 2                                 | Обри              |                        |
| 2015 | В западне / Caught                                                  | Сабрина           |                        |
| 2016 | Светская жизнь / Café Society                                       | Кэнди             |                        |
| 2016 | Одна ночь / One Night                                               | Элизабет          |                        |
| 2016 | Brave New Jersey                                                    | Пег Прискетт      |                        |
| 2016 | Three Women                                                         | Вероника          | короткометражный фильм |
| 2017 | Самая ненавистная женщина Америки / The Most Hated Woman in America | мисс Лутц         |                        |
| 2017 | Идеальный голос 3 / Pitch Perfect 3                                 | Обри              |                        |

### Телевидение
| Год       | Название                                                    | Роль                   | Примечания                                          |
| --------- | ----------------------------------------------------------- | ---------------------- | --------------------------------------------------- |
| 2007      | Reinventing the Wheelers                                    | Мег Уиллер             | пилот                                               |
| 2008      | Кашемировая мафия / Cashmere Mafia                          | Брук Одэйр             | эпизод: «Pilot»                                     |
| 2009-2014 | Настоящая кровь / True Blood                                | Сара Ньюлин            | 23 эпизода                                          |
| 2009      | Офис / The Office                                           | Пенни Бисли            | эпизод: «Niagara: Part 1»                           |
| 2009      | Хор / Glee                                                  | Кэндис Дустра          | эпизод: «Sectionals»                                |
| 2010      | 4исла / Numb3rs                                             | Siouxsie Dark          | эпизод: «Devil Girl»                                |
| 2010      | Тайные операции / Covert Affairs                            | Эшли Бриггс            | эпизод: «Houses of the Holy»                        |
| 2010      | Безумцы / Mad Men                                           | Бетани Ван Нуйс        | 3 эпизода                                           |
| 2011      | Любовь кусается / Love Bites                                | Prudence               | эпизод: «Stand and Deliver»                         |
| 2011-2016 | Хорошая жена / The Good Wife                                | Кэйтлин д’Арси         | 9 эпизодов                                          |
| 2011      | Обитель лжи / House of Lies                                 | Рэйчел                 | эпизод: The Gods of Dangerous Financial Instruments |
| 2012-2013 | Проект Минди / The Mindy Project                            | Гвен Грэнди            | 13 эпизодов                                         |
| 2013      | Вегас / Vegas                                               | Вайлет Миллс           | 4 эпизода                                           |
| 2013      | Супер весёлый вечер / Super Fun Night                       | Фелисити               |                                                     |
| 2013      | Как я встретил вашу маму / How I Meet Your Mother           | Кэсси                  | эпизоды: Knight Vision и The Lighthouse             |
| 2013-2015 | Нижний этаж / Ground floor                                  | Хитер Дойл             | 3 эпизода                                           |
| 2014      | Лига / The League                                           | Пенни                  | эпизод: The Heavenly Fouler                         |
| 2014      | София Прекрасная / Sofia the First                          | принцесса Айви (голос) | эпизод: The Curse of Princess Ivy                   |
| 2014      | Damaged Goods                                               | Николь                 | телефильм                                           |
| 2015      | Звёздная принцесса и силы зла / Star vs. the Forces of Evil | Пикси (голос)          | эпизод: Pixtopia                                    |
| 2015      | Святые и чужие / Saints & Strangers                         | Дороти Брэдфорд        | сезон 1, серия 1                                    |
| 2015      | Кураторы общаги / Resident Advisors                         | Констанс Ренфро        | эпизод: Conflict Resolution                         |
| 2016      | Несгибаемая Кимми Шмидт / Unbreakable Kimmy Schmidt         | Дейдра Робеспьер       | 2 эпизода                                           |
| 2016      | Образцовые бунтарки / Good Girls Revolt                     | Джейн Холландер        | 10 эпизодов                                         |